# IPv6
IPv6 er version 6 af Internetprotokollen IP, som erstatter den forrige standard, IPv4.
Der er indført mange forbedringer i IPv6, men den største forskel er størrelsen af adressefeltet, som er på 128 bit mod kun 32 bit i den gamle IPv4 standard. Udvidelsen af adressefeltet giver teoretisk mulighed for op til 3,4 × 1038 (340 sekstillioner) adresser, som kan sammenlignes med, at der i IPv4 kun var mulighed for omkring 4 milliarder adresser.
Med IPv6 deler man standard adressen op i to dele på 64 bit hver. De første 64 bit kaldes "prefix" og bruges til routing. De sidste 64 bit tildeles lokalt til maskiner på lokalnettet. Det mindste antal IP-adresser en bruger har til rådighed er altså omkring 264 adresser.
IPv6 standarden er defineret i RFC 2460.
Januar 2013 rundede antallet af Google-besøgende, som kan anvende IPv6 ca. 1%. Januar 2014 var det 2.5%, januar 2015 var det 5% og august 2015 var det 8.5%

## Adresseformat
En IPv6-adresse kan skrives - eller skrives typisk - som 8 grupper af hexadecimale tal adskilt af kolon (":").
Hver gruppe repræsenterer 16 bit af IPv6-adressen. Eksempelvis 2001:db8:ac10:fe01:0:0:0:20 (med foranstillede nuller i hver gruppe 2001:0db8:ac10:fe01:0000:0000:0000:0020). De første 64 bit som udgør subnet præfiks er 2001:db8:ac10:fe01 og kan i mange tilfælde betragtes som adressen på lokalnettet. De sidste 64 bit ("suffiks") som identificerer maskinen er f.eks. 0:0:0:20 og kaldes typisk interface ID.
Ofte komprimerer man en eller flere grupper, der kun består af 0 med notationen "::". Eksemplet fra før skrives 2001:db8:ac10:fe01::20. Det er kun tilladt at have én "::" gruppe i adressen.

## Adressetyper og specielle adresser
Ligesom IPv4 har forskellige adressetyper - unicast, multicast, broadcast og anycast (f.eks. 192.88.99.1) - har IPv6 har også unicast, multicast, anycast, men ikke broadcast. Ligesom i IPv4, kan det læses ud af/slås op via selve adressen, hvilken adressetype der er tale om.
Ligesom IPv4 har specielle adresser og adresseintervaller har IPv6 det også - f.eks. haves loopback IPv6-adressen ::1/128 samme funktion som 127.0.0.1/32 (reelt 127.0.0.0/8) i IPv4. Der findes f.eks. specielle interface-local, link-local, admin-local, site-local, organization-local, global - og de "normale" offentlige IPv6-adresser.

Det skal bemærkes at straks en IPv6 kapabel datanet-vært (f.eks. en PC med netkort) kobles på et lokalnet, vil datanet-værten typisk anvende 1-10 forskellige specielle IPv6-adresser, som automatisk dannes - og en offentlig IPv6-adresse, hvis denne kan fås/dannes. Grunden er at IPv6 benytter lokale adresser til lokal kommunikation, hvor IPv4 typisk benytter data-link-lagets ethernet broadcast eller multicast, da lokalnettet belastes mindre med broadcast.

## Offentlig IPv6-adresse tildeling
Der er flere metoder til at en datanet-vært kan vælge/få en offentlig IPv6-adresse:
1. Administrator vælger manuelt en adresse, typisk en som er nem at huske som et kort tal. Eksempel 2001:db8:12:34::2. Denne mulighed er f.eks. interessant til servere og netudstyr.
2. Adressen og anden ip-opsætning fås via DHCPv6, som fungerer tilsvarende DHCP på et IPv4 net, dog med den undtagelse at DHCPv6 benytter unicast, når den kan - og ellers multicast.[7] DHCPv6 anvender udp-port 546 og 547, i modsætning til DHCPs udp-port 67 og 68. Windows Vista, 7 og Mac OS X 10.7 og nyere understøtter DHCPv6.[8]
3. "stateless autoconfig" hvor routeren annoncerer de første 64 bit af adressen ("prefix") og maskinerne vælger selv en vilkårlig kombination til de sidste 64 bit[9]:
  1. Maskinen laver en unik adresse ud fra MAC-adressen på netkortet. Eksempel: 2001:db8::223:14ff:feaa:6680.
  2. Maskinen vælger en tilfældig adresse og skifter adresse til en ny tilfældig med jævne mellemrum. Denne funktion kaldes privacy extension og er standard i XP SP2, Windows Vista, Windows 7, Mac OS X 10.7 og senere.[10] I Mac OS X 10.6 og tidligere er privacy extension som standard slået fra, men kan slås til.[11][12] Ved at skifte adressen tilfældigt undgår man, at andre kan spore brugeren på dennes MAC-adresse udenfor lokalnettet - og f.eks. på internettets besøgte (web-)servere.
    - For at forhindre at to maskiner samtidig bruger samme adresse findes en protokol kaldet DAD duplicate address detection, som sørger for at den første vært (f.eks. PC), der anvender en adresse, får forrang til at beholde denne.

## Internetudbyder net og bruger lokalnet
Et adresserum angives som /n hvor n er et tal der angiver antal bit der identificerer adresserummet. Et større n er et mindre adresserum, da rummets størrelse er 128-n bit. En internetudbyder får tildelt mindst et adresserum af størrelsen /32. Udbyderen deler sit adresserum op i mindre dele og giver videre til brugerne.
En internetudbyder kan tildele mindst /64 og højst /48 til en bruger. En bruger der får tildelt en /64 har kun mulighed for et net. Omvendt har en bruger der får tildelt /48 mulighed for at oprette op til 65536 net.

## Oversættelse mellem mac-adresse og IPv6-adresse
Oversættelse mellem mac-adresse og IPv6-adresse foregår via neighbor discovery protocol (NDP). Til sammenligning foregår oversættelse mellem mac-adresse og IPv4-adresse via address resolution protocol (ARP).

## Web besøg på tværs af IPv6 og IPv4
Hvis man kun har adgang til IPv6, kan en IPv4 webside besøges via en IPv4↔IPv6-proxy/gateway.

## IPv6 i Danmark
APNIC har udarbejdet en statistik for brugen af IPv6 fordelt på lande.
Statistikken er indsamlet ved at der er indlagt en skjult pixel på udvalgte websites. Denne pixel er et billede som bliver hentet fra en server der har både IPv4 og IPv6. Hermed kan man tælle antallet af klienter der foretrækker IPv6 frem for IPv4.
Endnu er det kun få danske udbydere der har en betydelig andel brugere på IPv6. Ved udgangen af 2016 er der 5 udbydere på listen fra APNIC med både et betydeligt antal målinger (brugere) og en væsentlig procentdel hits på IPv6.
30. december 2016 var der 2% af danskerne med IPv6. Dette skal sammenholdes med 31% i USA og 28% i Tyskland.